# Léa Drucker
Léa Drucker, född 23 januari 1972 i Caen, Normandie, är en fransk skådespelerska.

## Utmärkelser
Drucker vann Césarpriset för bästa kvinnliga huvudroll 2019 för Allt för min son.

## Roller i urval
- 1995 – Raï
- 2002 – In My Skin
- 2015–2017 – Falsk identitet (TV-serie)
- 2018 – Allt för min son
- 2018 – Trädgårdsfesten
- 2019–2022 – War of the Worlds (TV-serie)
- 2022 – Close
- 2022 – Eldens färger
- 2023 – En sommar